# Ловать (минный заградитель)
Ловать — тральщик, впоследствии минный заградитель императорского и советского Балтийского флота.
Построен в 1912 году на верфи Scott & Sons в Боулинге (Великобритания) как грузовой пароход под названием «Руно» для Русской Восточно-Азиатской компании. Спущен на воду 6 марта.
1 августа 1914 мобилизован и включен в состав БФ в качестве номерного транспорта. 21 мая 1915 вооружён и переклассифицирован в номерной тральщик. 18 октября 1915 переоборудован в минный заградитель и переименован в «Ловать». В октябре 1918 сдан в Кронштадтский порт на долговременное хранение. В 1921—1922 использовался в качестве плавбазы подводных лодок. 12 мая 1922 вновь сдан в порт на хранение, а 10 августа того же года разоружен и передан БГМП Госторгфлота под названием «Профсоюз». 12 мая 1933 законсервирован.
9 ноября 1939 мобилизован в качестве сетевого заградителя Северного флота. 17 октября 1940 разоружён и возвращён СГМП НКМФ.
3 июля 1941 мобилизован и включён в состав Северного флота. Участвовал в Великой Отечественной войне. 26 сентября 1945 разоружён, возвращен СГМП и исключён из списков флота.
В 1973 выведен из эксплуатации и разобран на металл.